# Diadematacea
Diadematacea is de naam die wel werd gegeven aan een groep van zee-egels in de rang van superorde, geplaatst in de infraklasse Acroechinoidea. Deze superorde omvatte de ordes Diadematoida Duncan, 1889, Echinothurioida Claus, 1880 en Pedinoida Mortensen, 1839. De resultaten van moleculair fylogenetisch onderzoek door Andreas Kroh en Andrew B. Smith (2010) maken aannemelijk dat de Echinothurioida niet in deze groep thuishoren maar een basale groep van de Euechinoidea zijn, naast de groep Acroechinoidea. De andere twee ordes worden nu samen met de Aspidodiadematoida en de Micropygoida als directe afstammelingen van de infraklasse Acroechinoidea beschouwd. Een superorde wordt op dit niveau niet langer onderscheiden.